# SJ Z66
Die Schienentraktoren der Baureihe SJ Z66 wurden ab 1971 von Statens Järnvägar in Schweden eingesetzt. Die von Kalmar Verkstad hergestellten Kleinlokomotiven wurden für kleinere Transportaufgaben und zum Rangieren auf Anschlussbahnen und in den Bahnhöfen verwendet.

## Geschichte
1969 holte SJ Angebote für zwei- und dreiachsige Lokomotiven verschiedener schwedischer und ausländischer Hersteller ein. Die Wahl fiel zunächst auf die deutsche Firma Gmeinder, aber aus arbeitsmarktpolitischen Gründen entschied die Regierung, dass die schwedische Firma Kalmar Verkstad (KVAB) den Auftrag erhalten sollte.
KVAB kooperierte mit Henschel & Sohn in Deutschland und es wurde beschlossen, die zweiachsigen Lokomotiven in Schweden und die dreiachsigen in Deutschland herzustellen. Die zweiachsigen Lokomotiven erhielten die Baureihenbezeichnung Z66 und wurden 1971–1973 ausgeliefert. Die dreiachsige Variante erhielt die Baureihenbezeichnung V4.

## Technische Daten
Die Z66 wurde baulich größer als frühere Lokomotiven, die Motorleistung war jedoch ähnlich der Z65. Als die erste Lok gewogen wurde, stellte sich heraus, dass sie einige Tonnen schwerer war als erwartet. KVAB musste das Gewicht der nachfolgenden Lokomotiven verringern.
Die Höchstgeschwindigkeit betrug 41 oder 69 km/h, je nachdem, welches Getriebe verwendet wurde. Die Lokomotiven erhielten das neue orangefarbene Farbschema, das SJ Anfang der 1970er Jahre eingeführt hatte.
Z66 591–605 waren mit Mehrfachtraktionseinrichtung ausgestattet, mit der bis zu drei Lokomotiven gefahren werden konnten. Normalerweise wurden die Lokomotiven einzeln verwendet.

## NSB Gods Skd 226
Ende der 1990er Jahre war der Bedarf von Rangierlokomotiven bei SJ gesunken. Norges Statsbaner (NSB) erhielten probeweise zwei Z66 für den Rangierdienst in Oslo, da die ältere Baureihe Di 2 ersetzt werden musste. 1999 vereinbarten NSB und SJ den Verkauf von 15 Lokomotiven nach Norwegen. Dort erhielt die Baureihe ab dem 27. Juli 2000 die Bezeichnung Skd 226 und ein Farbschema in dunkelgrau mit gelbem Dekor. Die Lokomotiven wurde bis 2001 von NSB Gods übernommen.
In der Reihenfolge SJ Z66 591, 592, 594, 595, 597, 598, 596, 603, 604, 605, 607, 608, 610, 611 und 606 erfolgte die neue Baureihenkennzeichnung Skd 226 01–15.

## GC Z66
Elf in Schweden zu diesem Zeitpunkt noch bei SJ verbliebene Lokomotiven der Baureihe (593, 599, 601, 602, 609, 613–618) wurden am 1. Januar 2001 an Green Cargo übertragen. Nach mehr oder weniger langer Einsatzzeit wurden alle diese Lokomotiven abgegeben:
- Z66 613: 2003 an EuroMaint
- Z66 593, 601 und 609: 2005 / 2009 an Tågåkeriet i Bergslagen
- Z66 614 und 617: 2003 an Svensk Tågteknik
- Z66 602, 615 und 599: 2005 an EuroShuttle (Norwegen) als EUS Skd 226 31–33
- Z66 616: 2001 an Sjuntorps Liftuthyrning/Edet AB, Lilla Edet
- Z66 618: 2002 an Volvo Transport AB, Torslanda, weiter 2006 an Grenland Rail (Norwegen) als GRAS Skd 226.618.

## CargoNet Skd 226
Mit der Gründung von CargoNet am 1. Januar 2002 gingen die 15 Lokomotiven von NSB Gods auf die neue Gesellschaft über.
Bis 2003 schieden Skd 226 04, 09 und 15 aus dem Betriebsdienst aus und wurden ausgemustert. Skd 226 04 wurde 2008 in Hokksund verschrottet.

## STT Z66M
Svensk Tågteknik AB (STT) übernahm 2003 die Z66 614 und die Z66 617 von Green Cargo. Sie wurden mit einem neuen Cummins-Dieselmotor ausgestattet und in Z66M 614 und Z66M 617 umgezeichnet.
Die Z66M 614 gelangte über CargoNet, Rail Combi und ISS TraffiCare AB in Norrköping 2012 zu NetRail AB. Die Z66M 617 wurde 2005 an Ovako Steel in Smedjebacken verkauft.

## Tågab Z66
Tågåkeriet i Bergslagen (Tågab) übernahm 2005 Z66 593 und 601 von Green Cargo. Z66 609 folgte 2009, nachdem sie einige Jahre bei Interlink Logistik AB in Perstorp Dienst tat. Z66 593 wurde 2008 an Baneservice (Norwegen) als BS Skd 226 34 verkauft.

## EuroMaint Z66
- Z66 600 wurde von SJ 1998 an Rail Combi AB, Malmö, verkauft und gehörte ab 2008 Skandiatransport in Landskrona. Kurze Zeit später wurde die Lokomotive an EuroMaint verkauft und war danach in Landskrona und Hagalund im Einsatz.
- Z66 613 wurde 2003 von Green Cargo erworben.
- Z66 619 wurde 1997 und 1998 von SJ an Woxna Express verliehen. Dort erlitt sie 1998 einen Motorschaden. 1999 wurde sie an Arlanda Express AB verkauft und mit einem Cummings-Dieselmotor ausgestattet. Seit 2005 ist sie bei EuroMaint im Einsatz.
- Z66 620 wurde 2001 von SJ erworben.

## NetRail Z66M
Die Z66M 614 von Svensk Tågteknik gelangte über CargoNet, Rail Combi und ISS TraffiCare AB in Norrköping 2012 zu NetRail AB. Die Betriebsnummer blieb bei allen Besitzern gleich.

## RC Skd 226
Durch die Abgabe des Rangierbetriebes in den norwegischen Containerbahnhöfen ab dem 1. Juni 2013 von CargoNet an RailCombi wurden die noch vorhandenen zwölf Lokomotiven an diese Gesellschaft übertragen.

## EuroShuttle Skd 226
GC Z66 602, 615 und 599: 2005 von Green Cargo an EuroShuttle (Norwegen) als EUS Skd 226 31–33. Diese gingen 2006 als BS Skd 226 31–33 an die Firma Baneservice Skandinavia AB in Göteborg.

## Baneservice Skd 226
Baneservice Skandinavia AB in Göteborg erwarb 2006 die EUS Skd 226 31–33 von EuroShuttle, sie erhielten die Bezeichnung BS Skd 226 31–33. Z66 593 wurde 2008 von Tågab erworben und ist als BS Skd 226 34 eingesetzt. Im Februar 2013 wurde die Lokomotive Skd 226 32 an Grenland Rail abgegeben.

## Grenland Rail Skd 226
Die von Green Cargo 2002 an Volvo Transport AB, Torslanda verkaufte Z66 618 wurde 2006 von Grenland Rail (Norwegen) als GRAS Skd 226.618 übernommen (EVN: 98 76 0 226 618-9). 2013 kam die von Baneservice bis dahin benutzte Skd 226 32 hinzu, die wieder die Nummer GRAS Skd 226.615 erhielt.

## Weiterer Verbleib
- Z66 612 wurde 2001 am IQR Solutions AB in Trollhättan verkauft.